# Petträsket, Norrbotten
Petträsket är en sjö i Bodens kommun i Norrbotten och ingår i Luleälvens huvudavrinningsområde. Sjön har en area på 0,226 kvadratkilometer och ligger 95,9 meter över havet.

## Delavrinningsområde
Petträsket ingår i det delavrinningsområde (733473-175671) som SMHI kallar för Ovan None. Medelhöjden är 118 meter över havet och ytan är 6,4 kvadratkilometer. Det finns inga avrinningsområden uppströms utan avrinningsområdet är högsta punkten. Vattendraget som avvattnar avrinningsområdet har biflödesordning 4, vilket innebär att vattnet flödar genom totalt 4 vattendrag innan det når havet efter 65 kilometer. Avrinningsområdet består mestadels av skog (83 procent). Avrinningsområdet har 0,16 kvadratkilometer vattenytor vilket ger det en sjöprocent på 2,6 procent.